# Хатауэй, Энн (жена Шекспира)

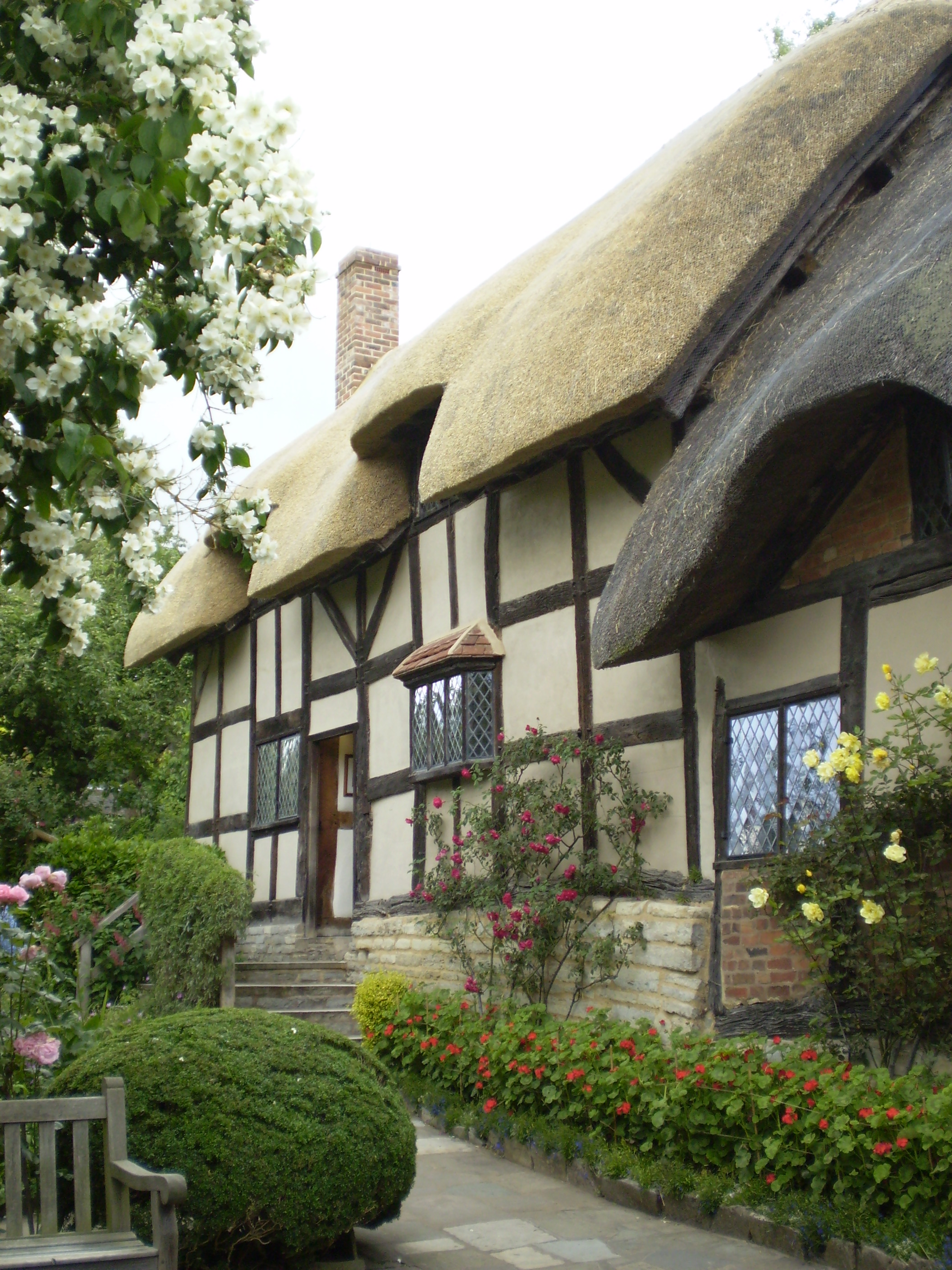
Дом Энн Хатауэй

Анна Хэтэуэй (англ. Anne Hathaway; в русском тексте фамилия передавалась и передаётся также как Хатауэй и целым рядом других способов), в замужестве Анна Шекспир (Anne Shakespeare; 1555 или 1556 — 6 августа 1623) — жена Уильяма Шекспира, английского поэта, драматурга и актёра. Они поженились в 1582 г., когда Хэтэуэй было 26 лет, а Шекспиру — 18. Она пережила мужа на 7 лет. Об её жизни известно очень мало, кроме нескольких упоминаний в юридических документах. Её характер и отношения с Шекспиром были предметом многочисленных спекуляций многих историков и писателей.

## Биография
В бывшей деревне Шоттери (англ. Shottery), ныне в черте Стратфорда, показывают «дом Анны Хэтэуэй» (достаточно богатый по тем временам дом с садом), до 1846 года принадлежавший потомкам её брата. Считается, что в этом доме она родилась и выросла, однако это может быть и поздней легендой. С 1890 года в доме Анны Хэтэуэй находится музей, в садике которого установлены скульптуры на сюжеты шекспировских произведений.
Отец девушки, Ричард Хэтэуэй, был зажиточным фермером-йоменом. Он умер в сентябре 1581 года и оставил своей дочери сумму в десять марок или 6 фунтов 13 шиллингов 4 пенса, которые должны были быть выплачены «в день её свадьбы». В завещании отца её имя указано как «Агнес», отчего некоторые шекспироведы считают, что её следует называть «Агнес Хэтэуэй».

## Замужество
Известно, что Уильям и Энн поженились в ноябре 1582 г., когда ему было 18 лет, а ей — 26. Разница в возрасте вдобавок к предсвадебной беременности Хэтэуэй, использовалась некоторыми историками в качестве доказательства того, что это был «брак по залёту», навязанный несколько сопротивлявшемуся Шекспиру семьёй Хэтэуэй . Однако других доказательств этого вывода нет. В приходской книге епископа Вустерского сохранилась запись от 28 ноября 1582 года с поручительством двух свидетелей о законности брака между Шекспиром и Хэтэуэй. На следующий день Фалк Сэнделлс и Джон Ричардсон, друзья семьи  Хэтэуэй из Стратфорда, подписали поручительство в размере 40 фунтов стерлингов в качестве финансовой гарантии свадьбы «Уильяма Шагспера и Энн Хатви» (William Shagspere and Anne Hathwey). Фрэнк Харрис в книге «Человек Шекспир» (The Man Shakespeare, 1909) утверждал, что эти документы являются доказательством того, что Шекспир был связан с двумя женщинами. Он решил жениться на Энн Уотли, но когда об этом стало известно, семья Хэтэуэй тут же заставила его жениться на их беременной родственнице. Харрис считал, что «ненависть Шекспира к своей жене безмерна» из-за того, что он попал в её ловушку, и что это и послужило толчком к его решению покинуть Стратфорд и продолжить карьеру в театре.
Однако, согласно Стэнли Уэллсу в его статье из Oxford Companion to Shakespeare, большинство современных учёных придерживаются мнения, что имя Уотли было «почти наверняка результатом канцелярской ошибки» (almost certainly the result of clerical error).
Жермен Грир в «Жене Шекспира» утверждает, что разница в возрасте между Шекспиром и Хэтэуэй  не говорит о том, что он был вынужден жениться на ней, а лишь о том, что именно он ухаживал за ней. Такие женщины, как осиротевшая Хэтэуэй, часто оставались дома для того чтобы заботиться о младших братьях и сёстрах и выходили замуж, когда им было далеко за двадцать. В качестве мужа Шекспир предлагал мало перспектив; его семья оказалась на грани финансового краха, тогда как Хэтэуэй из семьи с хорошей социальной и финансовой репутацией считалась бы отличным приобретением. Кроме того, в то время беременность была частым предвестником законного брака. Изучив сохранившиеся записи Стратфорда-на-Эйвоне и близлежащих деревень за 1580-е годы, Грир утверждает, что особенно заметно выделяются два факта: во-первых, большое количество невест шли к алтарю уже будучи беременными; и, во-вторых, что чаще всего люди женились осенью, а не весной. Шекспир должен был жениться на забеременевшей от него Хэтэуэй, но нет причин предполагать, что это не входило в его намерения и прежде того. Почти наверняка семьи жениха и невесты знали друг друга.
В момент брака Энн была беременна старшей дочерью Сюзанной, которая родилась в 1583 году (запись о крещении 26 мая того же года). В 1585 году Энн родила Уильяму близнецов — Хэмнета и Джудит. Хэмнет умер в 11-летнем возрасте в 1596 году от бубонной чумы, а обе дочери пережили отца, как и их мать.
Помимо документов, связанных с её браком и с рождением детей, единственное зарегистрированное прижизненное упоминание о Хэтэуэй – это завещание пастуха её отца Томаса Уиттингтона, умершего в 1601 году. Уиттингтон оставил 40 шиллингов «беднякам Стратфорда», добавив, что деньги находились «в руках Анны Шекспир, жены мастера Уильяма Шекспира, и являются долгом передо мной, поскольку были выплачены моему душеприказчику упомянутым Уильямом Шекспиром или его уполномоченными, согласно истинному значению этого моего завещания» ("in the hand of Anne Shakespeare wife unto Master William Shakespeare, and is due debt unto me, being paid to mine executor by the said William Shakespeare or his assigns according to the true meaning of this my will"). Этот отрывок толковался по-разному. Одна точка зрения состояла в том, что Уиттингтон, возможно, одолжил Энн деньги, возможно, потому, что у неё не было денег, пока отсутствовал её муж. Однако более вероятно, что это могла быть «недополученная заработная плата или сбережения, хранящиеся на хранении», поскольку в завещании также перечислены и долги перед ним от её братьев в такой же самой сумме.
В 1607 году дочь Шекспиров Сюзанна вышла замуж за местного врача Джона Холла, в следующем году у неё родилась дочь Элизабет. Джудит вышла замуж за Томаса Куини, виноторговца и владельца таверны из хорошей семьи, в феврале 1616 года, когда ей был 31 год, а ему 27. Позже Шекспир мог не одобрять этот выбор, когда выяснилось, что Куини обрюхатил другую девушку; кроме того, Куини не удалось получить специального разрешения на свадьбу, необходимого во время Великого поста, в результате чего Джудит и Томас были отлучены от церкви 12 марта. Вскоре после этого, 25 марта 1616 года, Шекспир изменил завещание для того, чтобы Джудит унаследовала 300 фунтов стерлингов от своего имени, исключив при этом Куини из завещания и отдав большую часть своего имущества Сюзанне и её мужу.
Иногда предполагают, что Шекспир разлюбил жену, однако нет никаких существующих документов или переписки, подтверждавших бы это предположение. Большую часть их супружеской жизни (с 1586 года) он действительно жил в Лондоне, где писал и ставил свои пьесы, в то время как супруга оставалась в Стратфорде. Однако, по словам Джона Обри, каждый год он на какое-то время возвращался в Стратфорд. Когда Шекспир ушёл из театра в 1613 году, он предпочёл жить в Стратфорде со своей женой, а не в Лондоне. В своё завещание Шекспир включил знаменитое распоряжение оставить жене вторую по качеству кровать со всеми принадлежностями.
Энн Шекспир прожила во вдовстве семь лет и умерла 6 августа 1623 года.

## Завещание Шекспира
В своём завещании Шекспир, как известно, завещал жене только свою «вторую самую лучшую кровать с мебелью» ("second-best bed with the furniture"). Нет упоминания о «лучшей» кровати, которая была бы включена в основное завещание Сусанне. Это завещание Анне часто интерпретировалось как некоторое пренебрежение, имея в виду, что Энн была в некотором смысле лишь «вторым самым лучшим» человеком в его личной жизни. Предлагалось несколько объяснений: во-первых, утверждалось, что по закону Хэтэуэй имела право на получение одной трети состояния своего мужа, независимо от его воли , хотя это и оспаривалось. Было высказано предположение, что Хэтэуэй должны были поддерживать её дети. Жермен Грир предполагает, что завещания были результатом соглашений, заключённых во время брака Сюзанны с доктором Холлом: что она (и, следовательно, её муж) унаследовала большую часть состояния Шекспира. У Шекспира были деловые отношения с доктором Холлом, и поэтому он и назначил Джона и Сюзанну исполнителями своего завещания. Доктор Холл и Сюзанна унаследовали и переехали в Нью-Плейс после смерти Шекспира. Это также могло бы объяснить и другие примеры явно невеликодушного завещания Шекспира, например, обращение с его младшей дочерью Джудит.
Есть указания на то, что Хэтэуэй и сама могла быть финансово обеспечена сама по себе. В Национальном архиве говорится, что «кровати и другие предметы домашней мебели часто были единственным завещанием жены» ("beds and other pieces of household furniture were often the sole bequest to a wife") и что, как правило, дети получали лучшие предметы, а вдова - вторые по значимости. Во времена Шекспира кровати зажиточных горожан были дорогими атрибутами, иногда эквивалентными по стоимости небольшому дому. Таким образом, наследство было не столь незначительным, как может показаться в наше время. По елизаветинскому обычаю лучшая кровать в доме предназначалась для гостей. Если так, то постель, которую Шекспир завещал Анне, могла быть их супружеской постелью и, таким образом, не предназначалась для какого-либо оскорбления её как супруги.
Однако в изначально составленном завещании Анна вообще не упоминалась. Только благодаря ряду дополнений, сделанных 25 марта 1616 года, чуть менее месяца до смерти Шекспира, его жене была завещана его «вторая лучшая кровать с мебелью». Автор Стивен Гринблатт в книге «Уилл в мире» (Will in the World) утверждает, что, когда Шекспир лежал при смерти, «он пытался забыть свою жену, а затем вспомнил о ней на второй самой лучшей кровати. И когда он помышлял о загробной жизни, то менее всего ему хотелось быть соединённым с женщиной, на которой он женился. На могильном камне [Шекспира] в алтаре Стратфордской церкви высечены четыре строки:
Good friend for Jesus sake forbeare,
To digg the dust encloased heare:
Bleste be ye man y't spares thes stones,
And curst be he y't moves my bones.
[Шекспир, возможно,] боялся, что его кости будут выкопаны и брошены в близлежащий склеп… но он, вероятно, ещё больше боялся, что однажды его могила будет раскрыта, чтобы в неё поместили тело Анны Шекспир.

## Погребение
Предание, записанное в 1693 году, сообщает, что Хэтэуэй «очень хотела» ("greatly desired") быть похороненной вместе со своим мужем. На самом деле её похоронили в отдельной могиле рядом с ним в церкви Святой Троицы в Стратфорде-на-Эйвоне. Надпись гласит: «Здесь покоится тело Анны, жены Уильяма Шекспира, которая ушла из жизни 6 августа 1623 г. в возрасте 67 лет» ("Here lyeth the body of Anne wife of William Shakespeare who departed this life the 6th day of August 1623 being of the age of 67 years"). Затем следует латинская надпись, переводящаяся как «Грудь, о мать, молоко и жизнь, которую ты дала. Горе мне, ибо велика ли благодать камнями? Насколько лучше я молился бы, чтобы добрый ангел сдвинул камень, чтобы, подобно телу Христа, мог явиться образ твой! Но мои молитвы тщетны. Приди скорее, Христос, чтобы моя мать, хотя и заключенная в этой могиле, могла воскреснуть и достичь звезд» (Breasts, O mother, milk and life thou didst give. Woe is me—for how great a boon shall I give stones? How much rather would I pray that the good angel should move the stone so that, like Christ's body, thine image might come forth! But my prayers are unavailing. Come quickly, Christ, that my mother, though shut within this tomb may rise again and reach the stars"). Считается, что надпись была сочинена Джоном Холлом от имени его жены, дочери Анны, Сюзанны.

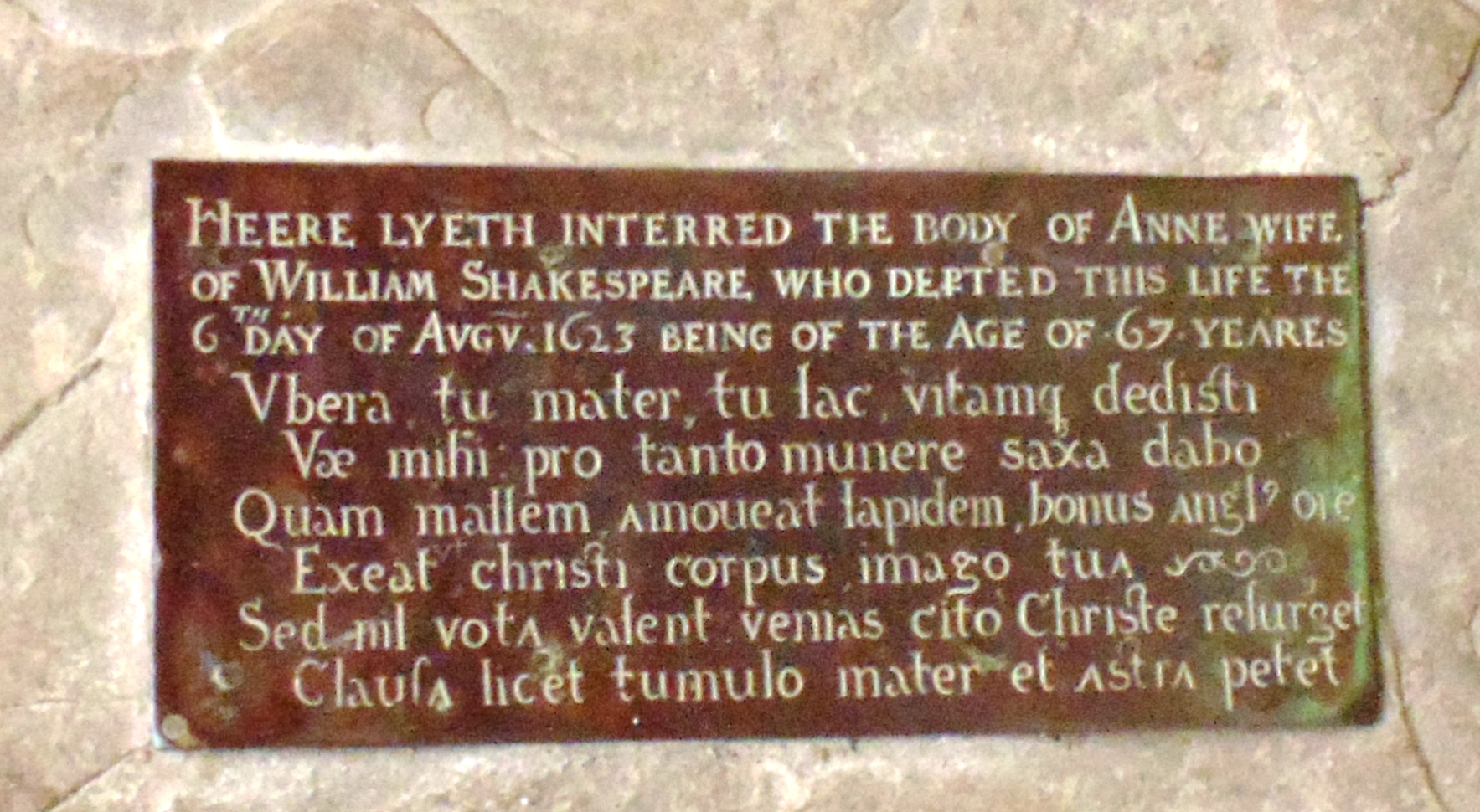
Медная табличка с надписью на надгробии Анны Шекспир в церкви Святой Троицы, Стратфорд-на-Эйвоне.

## Сонет 145
Все остальные сведения о ней гипотетичны. Например, распространено предположение, что в шекспировском сонете 145 слова «I hate» from hate away she threw / And saved my life — каламбурно скрыта фамилия Hathaway (и даже что And saved надо читать как Anne saved; ср. игру с собственным именем I am Will в других сонетах). По уровню мастерства этот сонет относят к ранним и допускают, что он мог быть написан ещё в Стратфорде. Он стоит особняком среди сонетов и по размеру (четырёхстопный ямб вместо пятистопного, присутствующего в остальных 153), и по стилю (в нём нет шекспировской пышной метафорики, выбор слов весьма прост). В переводе Маршака сонет 145 выглядит так:

Я ненавижу, — вот слова,
Что с милых уст её на днях
Сорвались в гневе. Но едва
Она приметила мой страх, —
Как придержала язычок,
Который мне до этих пор
Шептал то ласку, то упрёк,
А не жестокий приговор.
«Я ненавижу», — присмирев,
Уста промолвили, а взгляд
Уже сменил на милость гнев,
И ночь с небес умчалась в ад.
«Я ненавижу», — но тотчас
Она добавила: «Не вас!»

## Другие гипотезы
Внимание привлекают и необычные обстоятельства брака Уильяма и Энн. Предполагают, что Шекспир мог соблазнить великовозрастную девицу и затем под страхом мести её родных был вынужден жениться; но никаких доказательств этого нет. Другие считают, что Энн была женщиной нестрогого поведения и сама соблазнила юношу, а затем, забеременев, заставила его жениться, но и это чистые предположения.
Дискуссионно также то, является ли «вторая кровать» хорошим или плохим наследством для Энн; вероятнее всего, в этом нет никакого оскорбления. Историки указывали, что в то время лучшая в доме кровать обычно предназначалась для гостей, а Шекспир завещал жене, собственно, их же брачное ложе; кроме того, вдове по закону и так полагалась треть наследства независимо от завещания, а обе дочери были замужем и могли её содержать. Лакуны в источниках охотно заполняются историческими романистами (это верно, впрочем, и для относительно слабо документированной биографии Шекспира в целом).

## Жена Шекспира в культуре и искусстве
Анна изображается в художественной литературе XIX в., когда Шекспир становится более популярной фигурой в национальном и массовом масштабе. Роман Эммы Северн «Энн Хэтэуэй, или Влюбленный Шекспир» (1845) изображает идеализированный роман и счастливый брак в идиллическом сельском Стратфорде. Она также возникает и в романе Уильяма Блэка «Джудит Шекспир» (1884) про его дочь, изображённую обычной послушной женой, а он – как родитель, обеспокоенный за своенравную дочь.
К началу XX в. сложился более негативный образ Хэтэуэй после публикации книг Фрэнка Харриса о личной жизни Шекспира и после того, как выяснилось, что Энн уже была беременна ко времени женитьбы. Тенденция в литературе об Энн Хэтэуэй в этот период состояла в том, чтобы представить её сексуально невоздержной или, напротив, расчётливой женщиной. Более поздняя литература включала и более разнообразные репрезентации. Историк Кэтрин Шейл описывает Хэтэуэй как «пустоту в форме жены» ("wife-shaped void"), что используется современными писателями «как полотно для выражения борьбы современной женщины — за независимость, материнство-одиночку, сексуальную свободу, неверных мужей, женское образование и властные отношения между мужем и женой" ("as a canvas for expressing contemporary woman's struggles—over independence, single motherhood, sexual freedom, unfaithful husbands, woman's education and power-relations between husband and wife").
Прелюбодейка-Энн представлена персонажем Джеймса Джойса Стивеном Дедалом, делающим ряд отсылок к Хатауэй. В «Улиссе» он спекулирует на тему того, что дар печально известной «второй самой лучшей кровати» был наказанием за её прелюбодеяние, а ранее в том же романе Дедал анализирует брак Шекспира с помощью каламбура: «Дурно ли он выбрал? Его выбрали, мне кажется. Если у других есть своя воля, то у Энн есть способ»  ("He chose badly? He was chosen, it seems to me. If others have their will Ann hath a way"). Энн также возникает и в пьесе Хьюберта Осборна «Шекспировская пьеса» (The Shakespeare Play, около 1911 г.) и в её продолжении «Хорошие люди так поступают» (The Good Men Do, 1917 г.), где инсценируется встреча между недавно овдовевшей Анной и её предполагаемой прежней соперницей за любовь Уильяма «Энн Уэйтли» (Anne Whateley). В первой пьесе Анна изображена проницательной, а во второй – злобной по отношению к своей бывшей сопернице. Пьеса Уильяма Гибсона «Крик игроков» (A Cry of Players, 1968) изображала молодых Шекспира и Анну и была поставлена на Бродвее (в Линкольн-центре) с Фрэнком Ланджелла и Энн Бэнкрофт в роли легендарной пары. Прохладные отношения также изображены в пьесе Эдварда Бонда «Бинго: сцены денег и смерти» (1973), о последних днях Шекспира и в сериале 1978 года «Уилл Шекспир».
В сборнике стихов Кэрол Энн Даффи «Жена мира» (The World's Wife) есть сонет под названием «Энн Хэтэуэй», основанный на отрывке из завещания Шекспира относительно его «второй самой лучшей кровати». Даффи выбирает такую точку зрения, что это станет их брачным ложем, а значит, памятью об их любви, а не пренебрежением. Энн вспоминает их занятия любовью как вид «романтики и драмы» (romance and drama), в отличие от «прозы», написанной на самой лучшей кровати, где отдыхали гости: «I hold him in the casket of my widow's head/ as he held me upon that next best bed». В романе Роберта Ная «Миссис Шекспир: Полное собрание сочинений», претендующем на роль автобиографических воспоминаний Анны, Шекспир покупает самую лучшую кровать на деньги, подаренные ему графом Саутгемптоном. Когда Энн приезжает в Лондон, пара использует кровать для диких сексуальных забав, в которых они устраивают ролевые игры, основанные на его пьесах. Он называет кровать, которую он завещал ей, «второй самой лучшей» для того чтобы напомнить ей о самой лучшей кровати в их воспоминаниях. Роман был инсценирован для радио BBC в 1998 г., когда роль Хэтэуэй исполняла Мэгги Стид.
В рассказе Конни Уиллис «Зимняя сказка», сочетающем фактическую информацию об Энн Хатауэй с выдуманной теорией личности Шекспира, суть их отношений также описывается любовно, а завещанная вторая самая лучшая кровать — как романтически значимая деталь.
Энн Хэтэуэй появляется в разделе комиксов Нила Геймана «Буря», входящем в серию «Песочный человек». У неё с Шекспиром бурные, но нежные отношения. Интерпретация Геймана предполагает, что Анна намеренно забеременела для того чтобы заставить мужа жениться на ней, однако контекст подразумевает, что ни один из них в конечном итоге не сожалеет о своём решении.
Благодаря своему давнему сольному шоу «Миссис Шекспир, первая и последняя любовь Уилла» (Will's first and last love, 1989) американская актриса и писатель Ивонн Хадсон установила давние отношения как с исторической, так и с драматической Энн Хэтэуэй. Она изображает Энн и Уилла поддерживающими дружеские отношения, несмотря на проблемы, связанные с их длительной разлукой и трагедиями. Изучая ранние и недавние исследования и полное собрание сочинений, Хадсон соглашается с тем, что свидетельства взаимоуважения этой пары действительно очевидны в пьесах и сонетах, наряду с поддержкой увлечений писателя и, возможно, супружеской неверностью. Хадсон также склоняется к положительному взгляду насчёт завещания кровати, говоря, что «возможно, только здесь я обладала Уильямом» ("it may have been only here that I possessed William"). Миссис Шекспир исследует реалии ведения домашнего хозяйства одинокой женщины без мужа, допуская при этом некоторую драматическую вольность. Это позволяет Анне понимать труд своего образованного супруга, по крайней мере, в качестве деревенской жены, поскольку она цитирует сонеты и монологи для передачи своих чувств. Пьеса канадского драматурга Верна Тиссена «Завещание Шекспира» 2005 г. по форме похожа на спектакль Хадсон. Это произведение для одной женщины, посвященное Энн Хэтэуэй в день похорон её мужа. В фильме Аврил Роуленд « Миссис Шекспир» (Mrs Shakespeare, 2005) Энн представлена многозадачной «суперженщиной», которая эффективно управляет домом, а также пишет пьесы своего мужа в деловом партнерстве с ним в качестве его промоутера / исполнителя.
«Романтическая комедия Влюбленный Шекспир» представляет собой пример негативного взгляда, изображая брак как холодную и лишенную любви связь, от которой Шекспир должен сбежать для того чтобы найти любовь в Лондоне. Та же ситуация происходит и в альтернативном историческом романе Гарри Тёртлдава «Управляемая Британия» (2002), в котором Шекспир ищет и фактически добивается развода с Хэтэуэй, чтобы жениться на новой пассии. Подобные отношения без любви изображены в фильме «Позорная трата» (A Waste of Shame, 2005).
«Тайные признания Анны Шекспир» (The Secret Confessions of Anne Shakespeare, 2010), роман Арлисса Райана, также предлагает считать Энн Хэтэуэй подлинным автором многих пьес Шекспира (заявление, первоначально сделанное в 1938 г. ). В романе Энн следует за Уиллом в Лондон для того чтобы поддержать его актерскую карьеру. Когда он находит истинное призвание в писательстве, литературные способности Анны расцветают, что приводит к их тайному сотрудничеству, которое и делает Уильяма Шекспира выдающимся драматургом елизаветинской Англии.
Энн Хэтэуэй играет Джуди Денч в историческом фильме 2018 года «Чистая правда».
Энн играет актриса Кэссиди Дженсон в мюзикле & Джульетта . Шоу открылось в Вест-Энде 20 ноября 2019 года.
Энн Хэтэуэй - главная героиня романа «Мэгги О'Фаррелл 2020 года под названием Хэмнет», вымышленного рассказа о семье Шекспира, развивающегося вокруг смерти их единственного сына. В том же году он получил женскую премию за художественную литературу.

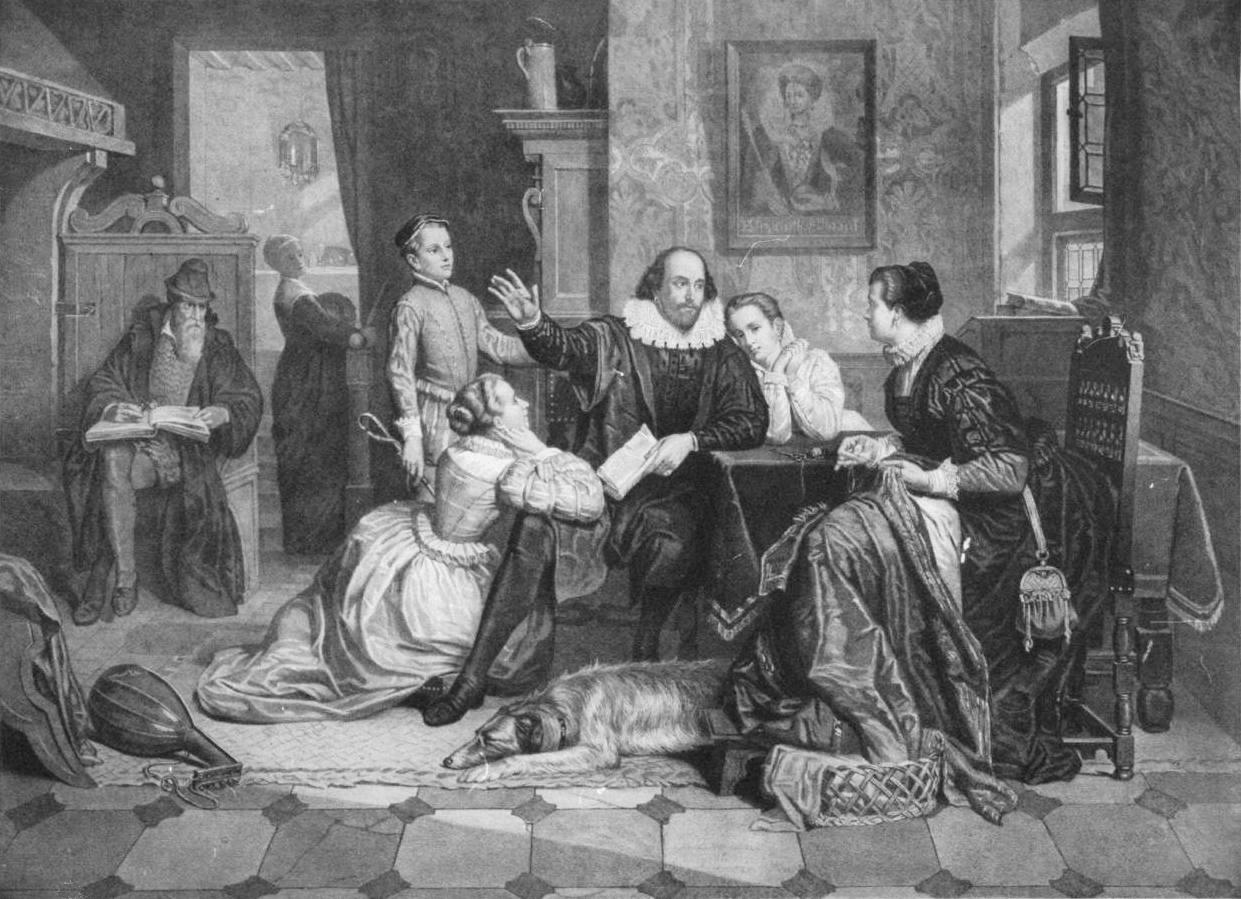
Немецкая гравюра XIX в., изображающая Шекспира семьянином в окружении детей, зачарованно слушающих его рассказы. Его жена Анна изображена справа за пошивом одежды

## Коттедж Энн Хэтэуэй
Детство Энн Хэтэуэй прошло в доме недалеко от Стратфорда-на-Эйвоне в Уорикшире, Англия. Хотя его часто называют коттеджем, на самом деле это просторный двенадцатикомнатный фермерский дом с несколькими спальнями, окружённый обширными садами. Во времена Шекспира он был известен как ферма Хьюлендс (Hewlands Farm), и к нему присоединялись более 90 акров (36 гектаров) земли. Как и во многих домах того периода, в нём имеется несколько дымоходов для равномерного распределения тепла по всему дому зимой. Самый большой дымоход использовался для приготовления пищи. Он также имеет видимый деревянный каркас, являющийся визитной карточкой народной архитектуры в стиле Тюдоров.
После смерти отца Анны коттедж принадлежал брату Анны Варфоломею и передавался семье Хэтэуэй до 1846 г., когда финансовые проблемы вынудили их продать его. В настоящее время он принадлежит Фонду места рождения Шекспира и управляется им и открыт для посетителей в качестве музея.